# Гиперболическая система координат

Гиперболическая система координат евклидовой плоскости. Все точки, принадлежащие одному и тому же синему лучу, имеют одинаковую координату u. Все точки, принадлежащие одной и той же красной гиперболе, имеют одинаковую координату v

Гиперболическая система координат в математике — система координат, позволяющая задать положение точек в первом квадранте Q декартовой плоскости.
{\displaystyle \{(x,y)\ :\ x>0,\ y>0\ \}=Q\ \!}.
Значения гиперболических координат принадлежат гиперболической плоскости, которая определяется так:
{\displaystyle HP=\{(u,v):u\in \mathbb {R} ,v>0\}}.
Данная система удобна для сравнения прямых пропорций из Q в логарифмической шкале и оценки отклонений от прямой пропорции.
Для {\displaystyle (x,y)} в {\displaystyle Q} примем
{\displaystyle u=\ln {\sqrt {\frac {x}{y}}}}
и
{\displaystyle v={\sqrt {xy}}}.
Параметр u представляет собой гиперболический угол к (x, y), в то время как v — среднее геометрическое x и y.
Обратное отображение:
{\displaystyle x=ve^{u},\quad y=ve^{-u}}.
Функция {\displaystyle Q\rightarrow HP} непрерывна, но не является аналитической